# Rita de Morais Sarmento
Rita de Morais Sarmento (Porto, 11 de fevereiro de 1872 – Lisboa, 28 de março de 1931) foi uma engenheira civil portuguesa, sendo a primeira mulher a obter esse diploma académico em Portugal e, provavelmente, também ao nível europeu.

## Biografia
Rita nasceu na cidade do Porto, em 1872, oriunda de uma família aveirense oprimida durante a Guerra Civil Portuguesa pelos seus princípios liberais. 
Era a filha mais nova dos cinco descendentes de Anselmo Evaristo de Morais Sarmento, jornalista e industrial de artes gráficas, e de Rita de Cássia de Oliveira. Depois de concluir os estudos no liceu em escolas particulares no Porto na companhia dos irmãos, Rita matriculou-se na Academia Politécnica do Porto, tinha então 15 anos.
As suas irmãs Laurinda, Aurélia e Guilhermina tinham aí frequentado os preparatórios para a Escola Médico-Cirúrgica do Porto, as três concluindo esse curso e constando como das primeiras senhoras diplomadas em Medicina em Portugal. 
Rita, por seu lado, quis seguir os estudos no curso de Engenharia Civil de Obras Públicas, cujo plano curricular completou com sucesso, em 1894, tendo sido laureada com distinções pelas classificações obtidas em algumas das cadeiras. Contudo, só dois anos depois, requereu a emissão da respetiva "Carta de Capacidade", duplamente diploma académico e certificado para fins profissionais, facto que se tornou notícia em vários jornais portugueses pelo seu pioneirismo. Em outros países europeus, outras mulheres obtinham idênticos diplomas neste âmbito cronológico: Agnes Klingberg e Betzy Meyer Den Polytekniske Læreanstalt (Dinamarca - 1897), Alice Perry (Irlanda - 1906) e Elisa Leonida Zamfirescu (Alemanha - 1912).
Rita de Morais Sarmento nunca chegou a exercer qualquer atividade profissional como engenheira civil, em parte pela sua frágil saúde, mas também por um certo conservadorismo e preconceito da sociedade portuguesa. Fixou a sua residência na cidade de Lisboa após o matrimónio com António dos Santos Lucas, professor e futuro diretor da Faculdade de Ciências de Lisboa, do qual teve descendência.
Rita faleceu, aos 59 anos de idade, em 28 de março de 1931, aos 59 anos, tendo sido sepultada no Cemitério dos Prazeres, em Lisboa